# روخيليو تشافيز
روخيليو تشافيز (بالإسبانية: Rogelio Chávez)‏ هو لاعب كرة قدم مكسيكي، ولد في 28 أكتوبر 1984 في Tula de Allende ‏ في المكسيك. شارك مع منتخب المكسيك لكرة القدم. أما مع النوادي، فقد لعب مع كروز آزول ونادي أطلس ونادي باتشوكا.

## مسيرته الكروية
لعب روخيليو تشافيز خلال مسيرته الاحترافية مع 4 أندية في أربعة عشر موسمًا وسجل خلالها 10 أهداف ضمن 249 مباراة. حيث فاز في موسم واحد بالكأس ولم يفز بأي دوري.
خاض روخيليو تشافيز مسيرته مع نادي كروز آزول في موسم 2004–05 في المرة الأولى ليلعب معه سبعة مواسم ثم في موسم 2012–13 ليلعب معه أربعة مواسم، مشاركًا طوالها في 210 مباراة سجل خلالها 9 أهداف. ثم انتقل إلى نادي أطلس في موسم 2011–12 لمدة موسم واحد، حيث شارك في 11 مباراة ولم يسجل أي هدف. لينتقل بعدها إلى نادي ميلغار أريكيبا ما بين عامي 2016 و2017 لمدة موسم واحد، مشاركًا في 12 مباراة ولم يسجل أي هدف أيضًا.

## وصلات خارجية
- روخيليو تشافيز على موقع قاعدة بيانات كرة القدم.إي يو (الإنجليزية)
- روخيليو تشافيز على موقع ناشيونال فوتبول تيمز (الإنجليزية)
- روخيليو تشافيز على موقع Soccerway.com (الإنجليزية)
- روخيليو تشافيز على موقع AS.com (الإسبانية)